# 마이크로소프트의 액티비전 블리자드 인수
2022년 1월 18일, 마이크로소프트는 액티비전 블리자드를 687억 달러에 인수할 의향을 발표했다. 인수는 2023년 10월 13일에 완료되었고, 총 비용은 754억 달러에 달했다. 계약 조건에 따라 마이크로소프트는 액티비전 블리자드를 마이크로소프트 게이밍 사업부에 편입시켜 엑스박스 게임 스튜디오와 제니맥스 미디어의 자매 부서로 만들었다. 이로써 마이크로소프트는 액티비전, 블리자드 엔터테인먼트, 킹 산하의 여러 프랜차이즈, 즉 콜 오브 듀티, 크래쉬 밴디쿳, 스파이로, 워크래프트, 스타크래프트, 디아블로, 오버워치, 캔디크러쉬사가의 소유권을 획득했다. 2023년 현재, 이 인수는 역사상 거래 가치로 가장 큰 비디오 게임 인수다.
인수안이 주주 승인을 받은 후, 이 합병은 여러 국가의 반독점 기관의 심사를 거쳤으며, 유럽 연합 집행위원회와 중화인민공화국의 시장 규제 총국(SAMR) 등이 조기에 승인했다. 미국의 연방거래위원회 (FTC)와 영국의 경쟁 시장국 (CMA)은 이 인수에 대해 공식적으로 이의를 제기했다. 소니 또한 마이크로소프트가 수익성이 좋은 콜 오브 듀티 프랜차이즈를 엑스박스 플랫폼에 독점화할 것을 우려하며 합병을 비판했지만, 마이크로소프트는 2033년까지 비독점성을 약속했다. FTC는 법원이 합병을 막을 만한 반독점 주장을 설득력 있다고 판단하지 않자 요청을 철회했으며, 마이크로소프트는 CMA를 달래기 위해 액티비전 블리자드 게임에 대한 클라우드 게임 지원을 10년간 유비소프트에 매각하겠다고 제안했다.

## 배경
액티비전 블리자드는 세계 최대의 비디오 게임 배급사 중 하나이며, 2021년에는 약 88억 달러의 연간 매출을 기록했다. 이 회사는 액티비전 퍼블리싱, 블리자드 엔터테인먼트, 킹, 메이저 리그 게이밍, 액티비전 블리자드 스튜디오의 다섯 개 사업부로 구성되어 있다. 이 자산 중에는 액티비전 스튜디오의 콜 오브 듀티, 크래쉬 밴디쿳, 스파이로; 블리자드 엔터테인먼트의 워크래프트, 디아블로, 스타크래프트, 오버워치; 킹의 캔디크러쉬사가가 포함된다.
마이크로소프트는 컴퓨팅 소프트웨어 분야의 지배적인 기업이며, 엑스박스 게임 콘솔 라인을 생산하고 자체 개발 스튜디오인 엑스박스 게임 스튜디오를 운영한다. 2021년 3월, 마이크로소프트는 제니맥스 미디어와 베데스다 소프트웍스를 약 75억 달러에 인수하여, 당시까지 가장 큰 비디오 게임 인수 중 하나를 마무리했다.

## 역사

### 발표
2022년 1월 18일, 마이크로소프트는 액티비전 블리자드를 주당 약 95달러에 총 687억 달러의 전액 현금 거래로 인수할 의사를 발표했다. 액티비전 블리자드의 주가는 이날 개장 전 거래에서 거의 40% 급등했다. 이 거래가 성사되면 마이크로소프트는 중화인민공화국 기업 텐센트와 일본 대기업 소니에 이어 세계에서 세 번째로 큰 게임 회사가 되며, 미주 지역에서는 가장 큰 본사를 둔 회사가 될 것이다. 완료될 경우, 이는 또한 현재까지 가장 비싼 비디오 게임 관련 인수가 될 것이다. 골드만삭스는 마이크로소프트의 재무 고문을 맡고, 앨런 & 컴퍼니는 액티비전의 재무 고문을 맡을 것이다. 심슨 새처는 마이크로소프트의 법률 고문을 맡고, 스캐든은 액티비전의 법률 고문을 맡을 것이다. 이 거래는 양사 이사회에서 승인되었으며, 국제 정부의 규제 검토를 거쳐 2023년에 완료될 것으로 예상된다. 거래 완료 시, 액티비전 블리자드는 필 스펜서를 수장으로 하는 새로운 마이크로소프트 게이밍 사업부 아래 엑스박스 게임 스튜디오의 자매 회사가 될 것이다. 이 거래는 또한 마이크로소프트가 액티비전 블리자드 게임을 엑스박스 게임 패스 서비스에 제공할 수 있도록 할 것이다. 스펜서는 또한 자신이 즐겼던 킹스 퀘스트, 기타 히어로, 헥센: 비욘드 헤레틱과 같은 일부 오래된 액티비전 블리자드 프랜차이즈를 부활시키는 것에 대해서도 이야기했다.
코틱은 스펜서와 마이크로소프트 CEO 사티아 나델라가 2021년에 텐센트, 넷이즈, 애플, 구글의 영향력에 대한 우려를 논의했으며, 액티비전 블리자드가 이 회사들과 경쟁하는 데 필요한 기계 학습 및 데이터 분석에 대한 컴퓨팅 전문 지식이 부족하다고 말했다. 코틱에 따르면, 이는 마이크로소프트가 이러한 역량을 가지고 있으며, 액티비전 블리자드를 매력적인 가격으로 인수하는 아이디어로 이어졌다. 코틱은 2025년 인터뷰에서 이러한 논의가 마이크로소프트가 바이트댄스로부터 틱톡을 인수하려던 2020년에 처음 시작되었다고 추가로 밝혔다. 바이트댄스 설립자인 장 이밍과 인맥이 있던 코틱은 이밍이 마이크로소프트보다 액티비전이 틱톡을 인수하는 것을 선호한다는 것을 알았고, 액티비전이 마이크로소프트보다 더 많은 돈을 쓸 수 없었기 때문에 나델라에게 공동 소유를 제안했고, 이때 마이크로소프트가 액티비전을 인수하는 첫 제안이 나왔다. 틱톡 거래는 성사되지 않았지만, 액티비전 인수에 대한 논의는 계속되었다.
스펜서는 마이크로소프트가 이번 인수를 통해 캔디크러쉬사가를 포함한 킹 사업부의 모바일 게임에 접근하는 것이 목표라고 덧붙였다. 그는 전 세계 게임 콘솔 사용자가 2억 명이지만, 모바일 시장은 30억 명이 넘는 사람들에게 도달한다고 말했다. 액티비전 블리자드의 투자자 웹사이트에 발표된 성명에서 회사는 자사의 산업이 "모든 플랫폼에서 가장 역동적이고 흥미로운 엔터테인먼트 카테고리"이며, 게임이 떠오르는 메타버스 개발의 선두에 설 것이라고 말했다. 일부 언론인은 이 인수와 마이크로소프트의 2021년 3월 베데스다 소프트웍스 인수를 과거 페이스북으로 알려진 메타 플랫폼스와의 경쟁을 위한 시도로 보았다.
이번 발표는 2021년 7월에 제기된 캘리포니아 공정고용주택부 대 액티비전 블리자드 사건과 관련된 사건 이후에 나왔으며, 이 소송은 액티비전 블리자드의 성희롱, 고용 차별 및 직장 내 보복을 비난했다. 2021년 11월까지는 액티비전 블리자드의 CEO 바비 코틱이 저지른 행위까지 포함하도록 혐의가 확대되었다. 월스트리트 저널과 블룸버그 뉴스는 이번 인수가 진행 중인 DFEH 소송에 대한 대응으로 시기적으로 이루어졌다고 보도했다. 두 신문 모두 액티비전 블리자드가 최근 게임 출시의 예상보다 약한 재정 성과와 제작 지연으로 인해 페이스북 모회사 메타 플랫폼스를 포함한 다른 회사로부터의 인수를 고려하고 있었다고 보도했다. 합병 관련 SEC 서류에 따르면, 마이크로소프트는 2021년 11월 월스트리트 저널의 인수 보도 직후 액티비전 블리자드에 다시 접근했다. 코틱은 회사 매각을 주저했지만, 이사회는 코틱이 이사회에 남아 있는 동안 진행 중인 소송의 지속적인 영향을 우려하여 거래를 진행했다. 이번 인수는 대부분의 시나리오에서 2억 5220만~2억 9290만 달러 규모로 코틱에게 우아한 퇴출구를 제공할 것이다.
공식 발표에 따르면, 이 거래에 따라 코틱은 액티비전 블리자드의 CEO로 남을 것이며, 액티비전 블리자드가 거래가 완료될 때까지 마이크로소프트로부터 독립을 유지하므로, 코틱은 규제 절차가 진행되는 동안 이 직책을 유지할 것으로 예상된다. 월스트리트 저널에 따르면 코틱은 마이크로소프트 경영 하에 "거래가 완료되면 떠날 것"이지만, 코틱은 인터뷰에서 회사에 남을 의향이 있다고 말했다. 마이크로소프트는 인수 소식 이후 액티비전 블리자드 소송에 대해 직접 언급하지 않았지만, 일주일 전 자사의 성희롱 및 성차별 정책을 검토할 것이라고 발표했다.
액티비전 블리자드의 주주들은 2022년 4월에 인수를 거의 만장일치로 승인했다.
이 거래는 2023년 7월 18일까지 완료될 예정이었고, 만약 거래가 실패하면 마이크로소프트는 액티비전 블리자드에 30억 달러를 지불해야 했다. 그러나 양사는 상호 합의로 마감일을 연장할 수 있었고, 기한이 만료되면 조건을 재협상할 수 있었다. 이 날짜까지, 아래에 설명된 대로, 영국의 경쟁 시장국은 초기 합병 거부 결정 후 마이크로소프트의 새로운 제안에 대한 결정을 2023년 8월 29일로 연장했다. 이후 합병 완료일과 같은 날짜로 마감일을 연장하여 합병에 대한 1단계 조사를 제공했다. 양사는 CMA 문제를 해결하기 위해 인수 완료일을 2023년 10월 18일까지 연장하기로 합의했다. 2023년 10월 13일 CMA가 수정된 조건을 승인한 후, 마이크로소프트는 같은 날 액티비전 블리자드 인수를 완료했다.

## 규제 기관의 대응
인수 규모 때문에, 이 거래는 반독점 우려로 여러 정부 상거래 기관의 심사를 받아야 했다.
| 국가              | 위원회                                                 | 상태      | 날짜             | Ref.                 |
| ----------------- | ------------------------------------------------------ | --------- | ---------------- | -------------------- |
| 사우디아라비아    | General Authority for Competition (Saudi Arabia) (GAC) | 승인됨    | 2022년 8월 21일  | [ 43 ] [ 42 ]        |
| 브라질            | 경제방어행정위원회 (CADE)                              | 승인됨    | 2022년 10월 5일  | [ 42 ] [ 44 ] [ 45 ] |
| 세르비아          | 경쟁보호위원회 (CPC)                                   | 승인됨    | 2022년 11월 28일 | [ 46 ] [ 42 ]        |
| 미국              | 연방거래위원회 (FTC)                                   | 이의 철회 | 2025년 5월 22일  | [ 47 ]               |
| 칠레              | Fiscalía Nacional Económica (FNE)                      | 승인됨    | 2022년 12월 29일 | [ 48 ]               |
| 일본              | 일본 공정거래위원회 (JFTC)                             | 승인됨    | 2023년 3월 28일  | [ 49 ] [ 50 ]        |
| 남아프리카 공화국 | 남아프리카 공화국 경쟁 위원회 (CCSA)                   | 승인됨    | 2023년 4월 17일  | [ 51 ] [ 52 ]        |
| 우크라이나        | 우크라이나 반독점 위원회 (AMCU)                        | 승인됨    | 2023년 4월 27일  | [ 53 ]               |
| 유럽 연합         | 유럽 연합 집행위원회 (EC)                              | 승인됨    | 2023년 5월 15일  | [ 54 ]               |
| 중화인민공화국    | 국가시장감독관리총국 (SAMR)                            | 승인됨    | 2023년 5월 19일  | [ 55 ] [ 56 ]        |
| 대한민국          | 대한민국 공정거래위원회 (KFTC)                         | 승인됨    | 2023년 5월 30일  | [ 57 ]               |
| 튀르키예          | 튀르키예 경쟁청 (TCA)                                  | 승인됨    | 2023년 7월 13일  | [ 58 ]               |
| 뉴질랜드          | 뉴질랜드 상업위원회 (CCNZ)                             | 승인됨    | 2023년 8월 7일   | [ 59 ] [ 54 ]        |
| 중화민국          | 중화민국 공정거래위원회 (TFTC)                         | 승인됨    | 2023년 10월 9일  | [ 60 ]               |
| 영국              | 경쟁 시장국 (CMA)                                      | 승인됨    | 2023년 10월 13일 | [ 61 ]               |
| 오스트레일리아    | 오스트레일리아 경쟁 및 소비자 위원회 (ACCC)            | 검토 중단 | 2023년 10월 16일 | [ 54 ] [ 62 ] [ 63 ] |

1. ↑  31개국 (27개 유럽 연합 회원국 및 4개 유럽 자유 무역 연합 회원국) 대표
2. ↑  행동적 구제책과 함께 승인됨
3. ↑  CMA는 원래 거래를 차단했지만, 마이크로소프트가 액티비전 블리자드 게임의 클라우드 게임 권한을 유비소프트에 매각하는 제안된 구조 조정을 승인했다.
4. ↑  오스트레일리아 경쟁 소비자 위원회는 인수에 대한 비공식 검토를 시작했지만, 2023년 10월 13일 거래가 완료된 후 검토를 중단했다.

### 미국 연방거래위원회 (FTC)
미국에서는 인수가 전통적인 미국 법무부 대신 연방거래위원회 (FTC)에 의해 검토되었는데, 이는 지난 10년간 FTC가 빅테크 부문의 인수합병에 대해 더 많은 우려를 제기했기 때문이다. 미국 상원의원 엘리자베스 워런, 버니 샌더스, 셸던 화이트하우스, 코리 부커는 FTC 조사 과정에서 FTC에 합병에 대한 우려를 표명하며, 양사가 "직원들의 권리와 존엄성을 보호하지 못했다"고 말하고, "거래가 독점력을 강화하고 직원과 당사자 간의 협상력을 악화시킬 가능성이 있다면" 합병에 반대해야 한다고 말했다. FTC는 2022년 12월 8일, 제안된 인수를 공식적으로 차단할 의사를 밝혔다. FTC는 이 인수가 액티비전 블리자드 게임 소비자에게 해를 끼치고, 마이크로소프트에 클라우드 게임과 같은 산업의 특정 부분에 대한 지나친 통제권을 부여할 것이라는 우려를 표명했다. FTC는 또한 마이크로소프트가 유럽 연합으로부터 게임을 엑스박스에 독점화하지 않겠다는 양보에 동의했고 나중에 이를 어겼다고 주장하는 제니맥스 인수를 지적했다. 악시오스의 스테판 토틸로에게 발표한 성명에서 유럽 연합 집행위원회는 마이크로소프트가 제니맥스의 타이틀을 독점화하더라도 게임 시장에 "실질적인 영향"이 없을 것으로 보아 제니맥스 인수를 무조건 승인했다고 밝혔다.
마이크로소프트는 FTC의 불만에 대해 소니 자체가 계약상 엑스박스용으로 제작될 수 없는 독점 타이틀을 보유한 가장 큰 플랫폼 중 하나라고 반박했다. 또한 플레이어 기반 감소를 피하기 위해 엘더 스크롤 온라인 및 폴아웃 76과 같은 멀티플레이어 베데스다 게임에 대한 콘텐츠를 모든 플랫폼에 계속 제공할 계획이라고 말했다. 마이크로소프트는 또한 최근 대법원 판례에 근거한 두 가지 이유, 즉 위원장이 대통령의 의지에 따라 해임될 수 있다는 점과 사건을 초기 검토하기 위해 행정법 판사를 사용한다는 점 때문에 FTC의 합헌성에 이의를 제기했지만, 수정된 답변에서는 이러한 문구를 삭제하고 비디오 게임 시장에 집중했다. 2023년 2월, FTC는 소니의 내부 문서와 관련하여 마이크로소프트가 제출한 소환장 철회 요청을 기각했으며, 소니는 자사의 제3자 독점 계약과 관련된 내부 문서를 요청했다.
FTC는 2023년 6월 12일 합병을 막기 위해 임시 접근 금지 명령과 예비적 금지 명령을 요청했다. FTC는 마이크로소프트와 액티비전 블리자드가 "과거 다른 관할권에서의 거래에 대한 반독점 심사로 인해 거래를 종결할 수 없다고 주장했지만, 마이크로소프트와 액티비전은 그러한 입장을 유지할 것이라는 보장을 제공하지 않았다"고 밝혔다.
법원은 2023년 6월 13일 임시 접근 금지 명령을 승인했으며, 거래에 대한 예비적 금지 명령을 승인할지 여부를 결정하기 위한 심리는 재클린 스콧 콜리 판사 앞에서 2023년 6월 22일부터 30일까지 진행되었다. 마이크로소프트는 금지 명령이 승인되면 "3년간의 행정 악몽"이라고 묘사한 거래를 포기하는 것을 고려할 수 있다고 말했다. 심리 동안 FTC는 경쟁 시장에서 콜 오브 듀티의 효과, 콘솔 독점, 그리고 신생 클라우드 게임 분야의 영향에 초점을 맞췄다.
콜리 판사는 2023년 7월 11일 영구 금지 명령 적용을 거부하며, 임시 접근 금지 명령을 해제하여 마이크로소프트가 거래를 종결할 수 있도록 허용했지만, 이 사건은 나중에 재판으로 계속될 것이다. 콜리는 "설명된 이유로, 법원은 FTC가 이 특정 산업에서 이 특정 수직적 합병이 경쟁을 실질적으로 저해할 가능성을 보여주지 못했다고 판단한다. 오히려 기록 증거는 콜 오브 듀티와 다른 액티비전 콘텐츠에 대한 소비자 접근성 증가를 지적한다"고 썼다. FTC는 2023년 7월 12일 제9순회항소법원에 콜리 판사의 거부 결정에 대한 공식 항소를 제기했다. FTC는 또한 7월 13일 콜리에게 콜리의 이전 판결을 중지할지 여부를 제9순회항소법원이 결정할 때까지 다른 금지 명령을 주장하는 별도의 신청을 제출했지만, 그녀는 그 신청을 기각했다. 제9순회법원은 2023년 7월 14일 합병을 막으려는 비상 항소를 기각했다.
FTC는 2023년 7월 20일 인수에 대한 이의 제기를 공식적으로 철회했지만, 나중에 다시 제기할 의사를 발표했다. FTC는 2023년 9월 27일 합병에 대한 소송을 재개했지만, 합병을 막지는 못했다.
2024년 2월, 인수 완료 후 첫 서류 제출에서 FTC는 2024년 1월에 이루어진 1,900명의 감원이 마이크로소프트가 이전 문서에서 했던 약속과 모순된다고 주장하며, 새로운 불만이 고려되는 동안 최종 거래 완료를 중단해야 한다고 주장했다. 마이크로소프트는 감원이 회사 간의 중복 영역에서 이루어졌다고 밝혔지만, FTC는 이 조치가 "두 회사가 합병 후 독립적으로 운영될 것이라는 마이크로소프트의 법원에 대한 제안과 일치하지 않는다"고 밝혔다. FTC는 2024년 7월에 추가로 소송을 수정했는데, 마이크로소프트가 게임 패스 요금 인상과 게임 출시 당일 접근이 제거된 저가형 티어 생성을 발표한 이후였다. FTC는 이러한 움직임이 마이크로소프트가 인수 전 법원에 제공한 약속과 일치하지 않으며, 새로운 티어를 "열악한 제품"으로 간주하며 가격 인상과 함께 소비자에게 해를 끼친다고 밝혔다.
제9순회항소법원은 2025년 5월 초 FTC의 항소를 기각했고, 이로 인해 FTC는 2025년 5월 22일까지 사건을 취하하게 되었다.

### 유럽 연합 집행위원회
2022년 9월 30일 마이크로소프트로부터 공식 통보를 받은 후, 유럽 연합 집행위원회 (EC)는 유럽 연합 합병법에 따라 인수 1단계 검토를 시작했다. 위원회는 마이크로소프트가 향후 액티비전 게임에서 경쟁사를 차단할 경우를 포함하여 인수 잠재적 영향을 묻는 설문지를 여러 게임 산업 회사에 보냈다. 위원회는 2022년 11월 8일, "급변하는 분야에서 사용자의 이익을 위해 게임 생태계가 활기차게 유지되도록" 합병에 대한 추가 검토를 진행할 것이라고 발표했다.
EC는 2023년 2월 3일 인수에 대한 공식 불만을 제기했다. EC는 마이크로소프트가 "액티비전의 인기 있는 콜 오브 듀티 프랜차이즈에 대한 접근을 차단할 유인이 있을 수 있다"고 판단했으며, 이는 "콘솔 및 PC 비디오 게임 유통 시장에서 경쟁을 감소시켜 콘솔 게임 유통업체에 더 높은 가격, 낮은 품질 및 적은 혁신을 초래할 수 있으며, 이는 차례로 소비자에게 전가될 수 있다"고 말했다. 마이크로소프트는 2023년 2월 21일 EC 규제 당국과 만나 닌텐도와 엑스박스 출시와 함께 콜 오브 듀티를 해당 플랫폼에 가져오기 위한 10년 계약, 그리고 지포스 나우 스트리밍 서비스의 일환으로 콜 오브 듀티와 다른 마이크로소프트 자체 게임을 엔비디아에 제공하는 별도의 10년 계약을 체결했다고 발표했다.
EC는 2023년 5월 15일 인수를 승인했다. 마이크로소프트가 내놓은 양보 중에는 액티비전 블리자드 게임을 클라우드 게임 서비스에서 플레이할 수 있도록 하는 수많은 계약이 있었으며, 이는 해당 분야의 성장을 도울 것으로 믿었다. 위원회는 플랫폼 독점성에 대한 우려를 기각했는데, 이는 마이크로소프트가 콜 오브 듀티를 다른 플랫폼에서 제외하는 것이 재정적으로 타당하지 않다는 이유를 가지고 있었기 때문이다. 설령 그렇게 하더라도 소니는 자체 스튜디오로 공정하게 경쟁할 능력이 있었다. 2023년 10월 폐쇄를 앞두고, 위원회는 영국 규제 당국을 달래기 위해 변경된 내용이 여전히 충분하며, 인수에 대한 추가 검토가 필요하지 않다고 확인했다.

### 영국 경쟁 시장국
영국의 경쟁 시장국 (CMA)은 2022년 8월 인수 상위 수준 검토를 수행할 의사를 밝혔다. 2022년 9월 1일 발표된 1단계 판결은 합병이 "영국 시장 또는 시장 내 경쟁을 실질적으로 감소시킬 것으로 예상된다"고 말했다. 2023년 2월 8일 발표된 2단계 조사 예비 조사 결과, 이 인수가 "영국 게이머에게 더 높은 가격, 적은 선택지, 적은 혁신을 초래할 수 있다"는 결론을 내렸으며, 콘솔 및 클라우드 게임 분야에서 경쟁을 감소시킬 수 있다고 밝혔다. CMA는 액티비전이 적어도 콜 오브 듀티 프랜차이즈를 매각할 것을 권고했다. 그러나 마이크로소프트가 10년 동안 콜 오브 듀티를 여러 플랫폼에 출시하고 다른 규제 기관의 요구 사항을 충족하겠다는 약속을 한 후, 2023년 3월 말까지 CMA는 입장을 변경했다. 새로운 성명에서 CMA는 "CMA의 원래 분석에 따르면 이 전략은 대부분의 시나리오에서 수익성이 있었지만, 새로운 데이터(콜 오브 듀티 게이머의 실제 구매 행동에 대한 더 나은 통찰력을 제공)에 따르면 이 전략은 어떤 그럴듯한 시나리오에서도 상당한 손실을 초래할 것"이라고 말했다.
CMA는 2023년 4월 26일 합병에 대해 공식적으로 반대 판결을 내렸다. CMA는 다양한 이유 중 마이크로소프트가 이미 클라우드 게임에서 강력한 위치를 가지고 있으며, 합병은 그 위치를 강화할 뿐이라고 밝혔다. CMA는 또한 콜 오브 듀티를 다른 플랫폼에서 10년 계약으로 제공하겠다는 마이크로소프트의 양보가 자신들의 우려를 해소하기에 충분하지 않으며, 마이크로소프트가 콜 오브 듀티를 닌텐도 스위치로 포팅할 수 있을지 의심한다고 밝혔다. CMA는 또한 마이크로소프트가 CMA의 사전 승인 없이는 향후 액티비전의 인수를 시작하는 것을 금지했다. 마이크로소프트는 5월 말까지 결정에 대한 항소를 제기했으며, 주로 CMA의 클라우드 게임 시장 평가와 마이크로소프트의 현재 위치를 중심으로 다섯 가지 반박 요점을 제시했다. 항소 절차는 합병 완료를 2023년 말 또는 2024년까지 연장할 수 있었다.
CMA의 결정은 영국 내에서 정치적 논쟁의 대상이 되었다. 특히 유럽 연합 집행위원회가 거래를 승인한 이후 더욱 그러했다. 현 총리 리시 수낵은 영국을 유럽 지역의 기술 산업 선두 주자로 만들고자 했으며, CMA의 차단은 이러한 입장과 상충되었다. CMA 대표들은 의회 의원들에게 자신들의 입장을 옹호하며, 제안된 합병이 마이크로소프트에 너무 큰 이점을 줄 것이라는 입장을 고수했다.
콜리 판사가 FTC의 금지 명령을 거부한 결정 이후, 마이크로소프트, 액티비전/블리자드, 그리고 CMA는 협상을 위해 경쟁 항소 재판소 (CAT)에 법적 분쟁을 중단할 것을 합의하고 요청했다. CAT는 2023년 7월 21일 심리를 연기했다. CMA는 2023년 7월 14일, 마이크로소프트가 CMA에 제출한 새로운 제안을 검토하기 위해 원래 2023년 7월 18일 인수 마감 전에 종료될 예정이었던 조사를 6주 연장하여 2023년 8월 29일까지 연장할 것이라고 발표했다.
2023년 8월 말, 마이크로소프트는 유비소프트와 액티비전 블리자드 타이틀의 클라우드 게임 서비스 라이선스에 대한 15년 계약을 발표했으며, 이는 합병이 성공적으로 완료될 경우 (유비소프트+ 서비스의 일부로 제공할 수 있는 능력과 유비소프트가 이러한 권한을 다른 경쟁업체에 하위 라이선스할 수 있는 능력을 포함) CMA를 달랠 것으로 예상되었다. CMA는 이것이 자신들의 우려를 충족시키는 것으로 보이지만, 여전히 1단계 조사를 통해 거래를 검토할 것이며, 이는 연장된 합병 마감일인 2023년 10월 18일까지 완료될 것으로 예상된다고 밝혔다. CMA는 2023년 9월 22일, 수정된 인수가 잠정적으로 승인되었다고 밝혔다. 클라우드 게임 권한 판매가 그룹의 주요 우려를 해소했지만, 10월 13일까지 완전한 승인을 내리기 전에 해결해야 할 일부 잔여 우려가 있었다. CMA는 2023년 10월 13일 수정된 인수 조건을 승인했다.
검토 처리 방식에 대한 비판으로 인해, CMA는 2023년 11월에 합병 조건 변경 등에 더 개방적인 절차로 개편할 계획이라고 발표했다.

### 기타
미국 증권거래위원회 (SEC)는 코틱과 가까운 투자자들이 인수 발표 전에 내부자 거래에 연루되었을 가능성이 있는 주장을 검토했다. 액티비전 블리자드는 SEC의 검토에 전적으로 협조할 것이라고 밝혔다. 남아프리카 공화국의 경쟁 위원회는 2023년 4월 합병을 승인했다.
이 거래는 오스트레일리아, 뉴질랜드 등지에서도 검토되고 있다. 2022년 12월, 칠레의 규제 당국(국민경제검찰청)은 1단계에서 거래를 승인하기로 투표했다. 일본 공정거래위원회도 2023년 3월까지 합병을 승인했다. 2023년 5월 19일, 중화인민공화국의 국가시장감독관리총국은 마이크로소프트의 액티비전 블리자드 인수를 승인했다. 대한민국 공정거래위원회 (KFTC)는 2023년 5월 30일 마이크로소프트의 액티비전 블리자드 인수를 승인했다.

### 법적 문제
액티비전 블리자드의 주주인 뉴욕시 직원 연금 시스템은 2022년 4월 회사를 고소하며, 회사가 진행 중인 DFEH 소송에서 밝혀진 코틱의 잘못된 행위를 은폐하고 책임을 회피하기 위해 마이크로소프트와의 인수 거래를 서둘렀다고 주장했다.
액티비전 블리자드에 투자한 스웨덴 정부 운영 연금 기금인 슈운데 AP-폰덴은 2022년 11월 마이크로소프트와 액티비전 블리자드를 상대로 거래 체결에 대한 공모 혐의로 미국 법원에 소송을 제기했다. 이 소송은 캘리포니아 DFEH의 직장 내 괴롭힘 소송으로 인해 액티비전 블리자드의 위치가 약화되었기 때문에, 마이크로소프트가 코틱 및 액티비전 블리자드와 할인된 가격으로 회사를 인수하기 위해 협상했다고 주장한다. 또한 이 소송은 코틱이 DFEH 소송과 관련된 자신의 주장된 비행을 은폐하기 위해 이 거래를 이용했다고 지적했다.
2022년 12월, 게이머 단체는 클레이턴 반독점법에 따라 합병을 막기 위해 마이크로소프트를 상대로 소송을 제기했다. 이 법은 소비자들이 그러한 소송을 제기할 수 있도록 허용한다. 소송은 합병이 진행될 경우 마이크로소프트의 결합된 힘이 비디오 게임 시장을 혼란시키고, 마이크로소프트가 경쟁자들을 앞지르고 더 강력한 지배력을 행사할 수 있는 능력을 부여할 것이라고 주장한다. 마이크로소프트는 2023년 1월에 이 사건을 기각시키는 데 실패했으며, 2023년 3월에 예비 토론과 관련된 주장이 판사에게 제시되었다. 판사는 2023년 3월 소송을 기각했으며, 게이머들이 합병이 진행될 경우 산업에 대한 충분한 피해 증거를 제시하지 못했다고 언급했다. 게이머들은 2023년 4월 소니가 제공한 추가 증거와 주장을 사용하여 소송을 다시 제기했다. 같은 연방 법원은 2023년 5월 재제기된 소송에서 예비 금지 명령을 거부했으며, 원고들이 합병으로 인해 어떻게 손해를 입을 것인지 충분히 보여주지 못했다고 밝혔다. 이 단체는 2023년 7월 16일 미국 연방 대법원에 합병 중단을 위한 긴급 요청을 제출했지만, 다음 날 법원에 의해 이 요청은 기각되었다. 마이크로소프트와 플레이어들은 2024년 10월 소송을 종료하기로 합의했다.

## 여파
코틱은 2023년 12월 29일까지 액티비전 블리자드의 CEO로 재직한 후, 이전에 약속했던 대로 회사에서 은퇴했다.
2024년 1월 25일, 마이크로소프트는 마이크로소프트 게이밍에서 약 8%에 해당하는 1,900개의 일자리를 감축한다고 발표했다. 정리 해고에는 여러 액티비전 블리자드 스튜디오가 포함되었으며, 지난 6년간 블리자드에서 개발 중이던 생존 게임의 취소로도 이어졌다. 블리자드 사장 마이크 이바라와 최고 디자인 책임자 앨런 애덤은 회사를 떠났다. 콜 오브 듀티 시리즈의 총괄 매니저였던 요한나 패리스가 2024년 2월 5일부로 블리자드의 새로운 사장으로 임명되었다. 패리스의 임명은 블리자드에게 중요한 변화였는데, 블리자드의 리더들은 과거에 게임 및 기술 분야에서 경력을 쌓아왔기 때문이다.

## 반응 및 논평
여러 액티비전 블리자드 직원들은 이 거래에 대해 조심스러운 낙관론을 표명했으며, DFEH 소송 이후 노조 설립을 추진하는 직원 단체인 ABK 노동자 연합은 이 인수가 연합의 "목표를 바꾸지 않는다"고 말했다. 비즈니스 인사이더의 보도에 따르면 일부 마이크로소프트 직원들은 성희롱 스캔들과 액티비전 블리자드의 직장 문화에 대해 우려를 표명하며 "위험하고 불쾌한 문화를 도입하지 않도록 구체적인 조치를 취하기를 바란다"고 말했다. 2022년 1월 19일, 세계은행 총재 데이비드 맬패스는 이번 인수를 비판하며, 인수 가격이 코로나19 팬데믹 기간 동안 개발도상국에 이용 가능한 채권 자금 조달 규모가 더 적다는 점과 대조된다고 언급했다. AFL-CIO는 제안된 인수 발표 이후 마이크로소프트가 미국통신노동자조합 (이들도 합병을 지지한다)과 회사 사이에 노동 중립 협약을 체결했기 때문에 합병을 지지한다.
2021년 4월까지 4억 개 이상 판매되었고 비디오 게임 산업에서 가장 가치 있는 자산 중 하나로 여겨지는 콜 오브 듀티 프랜차이즈에 대한 마이크로소프트의 잠재적 소유권에 대한 우려는 소니 인터랙티브 엔터테인먼트와 규제 당국에 의해 제기되었다. 인수 발표 직후, 소니는 마이크로소프트가 액티비전 블리자드의 모든 멀티플랫폼 게임 퍼블리싱 계약을 이행할 것으로 기대한다고 밝히며, 콜 오브 듀티가 플레이스테이션 플랫폼에서 계속 이용 가능하며 콘솔 독점 타이틀이 되지 않을 것이라고 확신했다. 스펜서와 마이크로소프트 사장 브래드 스미스는 마이크로소프트가 이러한 기존 계약을 계속 이행할 것이며, 이러한 계약 기간 이후에도 콜 오브 듀티 및 기타 인기 액티비전 블리자드 게임을 플레이스테이션에서 유지하고 닌텐도 콘솔에 이러한 게임을 가져올 기회를 모색할 의향이 있다고 재확인했다.
2022년 9월경, 엑스박스 책임자 필 스펜서는 마이크로소프트가 1월에 소니에 서한을 보내 현재 계약 조건(2024년까지 지속될 예정)을 넘어 "수년 더" 플레이스테이션에서 콜 오브 듀티를 유지하겠다는 약속을 확인했다고 말했다. 스펜서는 소니에 대한 제안이 "일반적인 게임 산업 계약을 훨씬 뛰어넘는다"고 말했다. 소니의 사장 짐 라이언은 스펜서에게 마이크로소프트가 콜 오브 듀티를 현재 계약 기간 이후 3년 더 유지할 의향만 밝혔고, "그들의 제안은 여러 면에서 부적절했으며 우리 게이머들에게 미치는 영향을 고려하지 않았다. 우리는 플레이스테이션 게이머들이 최고 품질의 콜 오브 듀티 경험을 계속 누릴 수 있도록 보장하고 싶으며, 마이크로소프트의 제안은 이 원칙을 훼손한다"고 답변했다. 영국의 조사 과정에서 제출된 공개 문서에 따르면, 마이크로소프트는 소니와 액티비전 간의 이전 계약상의 제약으로 인해 콜 오브 듀티를 엑스박스 게임 패스에 몇 년 동안 제공할 수 없었다.
마이크로소프트는 2022년 11월 11일 소니에 서한을 보내 콜 오브 듀티가 엑스박스에 독점되지 않도록 10년 약속에 동의했다고 밝혔다. 소니는 마이크로소프트가 이번 인수를 통해 소니와 플레이스테이션을 마이크로소프트와의 경쟁에서 제외하고, 플레이스테이션 플랫폼을 닌텐도 스위치와 더 비교 가능하게 만들 의도라고 추가로 밝혔다. 소니는 닌텐도 스위치가 가족 친화적인 입장을 취하고 콜 오브 듀티와 같은 성인 등급 게임과 경쟁하려 하지 않는다고 말했다. 소니에 대한 약속 외에도, 마이크로소프트는 2022년 12월 닌텐도 플랫폼에 콜 오브 듀티를 가져오기 위한 유사한 10년 계약을 약속하며, 해당 타이틀을 엑스박스 또는 윈도우에 독점화할 의도가 없음을 규제 당국에 더욱 입증하려 했다. 2023년 7월 16일까지, 소니는 마이크로소프트와 콜 오브 듀티를 플레이스테이션 제품군에 유지하겠다는 "구속력 있는 계약"을 체결했다.
2023년 법원 제출 서류에 따르면 커브 게임즈, 핀지, 이앰8비트, 스트레인지 스캐폴드를 포함한 여러 인디 퍼블리셔 및 개발자들이 이 거래를 지지한다고 밝혔다.

## 같이 보기
- 마이크로소프트 대 미국 정부
- 마이크로소프트 소송
- 미국 독점금지법